# Hans Silvester
Hans Silvester (n. el 2 de octubre de 1938) es un fotógrafo y militante medioambiental.
Nació en Lörrach y durante su adolescencia comenzó a realizar sus primeras fotografías, en 1955 finalizó sus estudios en la Escuela de Friburgo. En ese momento inició un viaje por Europa y visitó la Camargue decidiendo instalarse en la Provenza en 1960. En 1965 entró a formar parte de la agencia Rapho y ha realizado viajes por todo el mundo. Uno de sus trabajos más conocidos son las fotografías de las pinturas de los indígenas de Etiopía que viven el valle del río Omo.
En los años ochenta decide dirigir su trabajo hacia la militancia medioambiental por lo que realiza reportajes sobre temas como la deforestación de la selva amazónica, la situación de los parques naturales en Europa, el río Calavon, afluente del Ródano al que calificó de «río asesinado» o la explotación forestal en América del norte.